# Ablekuma Central Municipal District
Der Distrikt Ablekuma Central Municipal District ist einer von 29 Distrikten der Greater Accra Region in Ghana. Er hat eine Größe von 10,08 km² und 169.145 Einwohner (2021). Ursprünglich war er Teil des damals größeren Accra Metropolitan District, bis ein kleiner Teil des Distrikts am 19. Februar 2019 als Ablekuma Central Municipal District abgespalten wurde. Die Gemeinde liegt im zentralen Teil der Großregion Accra und hat Lartebiokorshie als Hauptstadt.

## Einwohnerentwicklung
Die folgende Übersicht zeigt die Einwohnerzahlen nach dem jeweiligen Gebietsstand.
| Jahr | Einwohner |
| ---- | --------- |
| 2010 | 233.220   |
| 2021 | 169.145   |